# Dorking (tyúk)

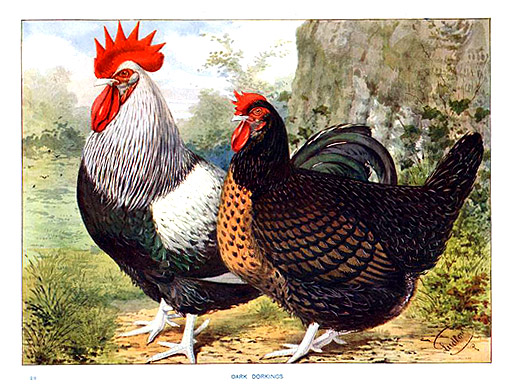
Dorkingok (J. W. Ludlow, 1902)

A dorking egy olyan házi tyúk fajta, melynek eredete egészen a római időkre visszavezethető. Mára igen ritkává vált.

## Fajtatörténet

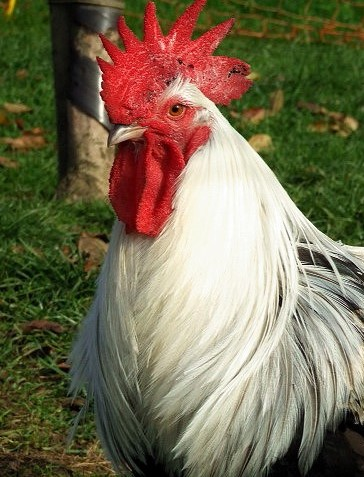
Dorking kakas

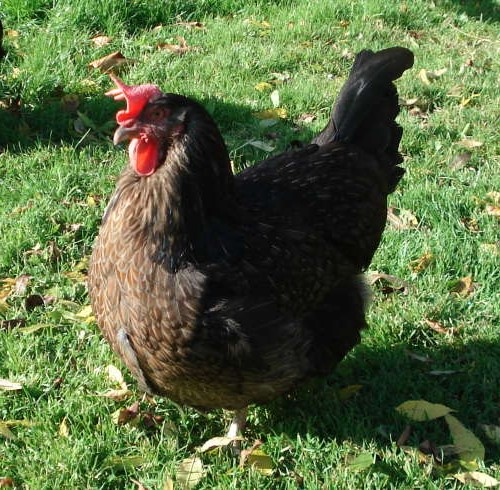
Dorking tyúk

Nagyon idős, tradicionális kultúrfajta, angol kulináris örökség. Európa egyik legrégibb fajtájának tekinthető, megjelenése egészen az ókori római időkig nyúlik vissza. A Római Birodalom idejében a fajtát még nem dorkingnak hívták, nevét sok évszázaddal később az angliai Dorking városáról kapta, ahol a fajta tenyésztése és tartása igen elterjedt volt. A fajta elterjedése Julius Caesar légióinak hódításaihoz köthető, a légiók vitték magukkal és terjesztették el a meghódított provinciákban, ezért Britanniában feltételezhetően már i. e. 54-ben tartották a fajtát. Hogy az ókori Rómában mikor alakulhatott ki, az a történelem homályába vész. Feltételezhető a görög és egyiptomi közvetítés, mivel ezek az országok az ókori Róma jelentős kereskedelmi partnerei voltak. A fajta első ábrázolása i. sz. 30-ból származik, mégpedig a Duna parti Carnuntumból, Pannónia akkori fővárosából. A mai Ausztria területén egy Bécshez közeli ásatáson bukkantak arra a mozaikra, amely egy ilyen fajta kakast ábrázol Mercurius, római istenség társaságában. Mercuriust ezenkívül egy sor egyéb mozaikon és művészeti alkotáson ábrázolják kakassal. Az első írásos emlék már Britanniában keletkezett. A korszak római agrár szakírója, Columella i. sz. 43-ban publikált De Res Rustica  c. művében értekezik a nagy testű, széles mellű, öt lábujjú fajtáról. Idősebb Plinius, Vespasianus császár idejében leírja ugyanezt a fajtát i.sz. 77-ben megjelent művében a Historia Naturalis-ban. A normannok hódítása idején 1066-ban az akkori történészek is említik. Az itáliai reneszánsz idején Ulisse Aldrovandi kultúrtörténész mint nagyon régi fajtát említi. John Aubrey 1673-ban íródott Natural History and Antiquities of the County of Surrey c. munkájában leírja, miként jutottak el a Surrey grófság háztájain nevelt és hizlalt dorkingok London piacaira.  A 18. században nagyon fontos asztali szárnyas volt, melyet korabeli baromfifarmokon, és gazdaságokban neveltek. Virágkorát a fajta a 19. század Angliájában élte a viktoriánus kornak is nevezett évtizedekben. Maga Viktória királynő minden más baromfival szemben előnyben részesítette a dorking csirkék húsát, mely nélkülözhetetlen eleme volt az udvari lakomáknak, tojása pedig nem hiányozhatott a királynő egyetlen reggelijéből sem. A londoni piacokat és így a királyi konyhát is fehér színű dorkingokkal látták el, a ma legelterjedtebb ezüstfogoly színváltozatot eredetileg a kiállításokra szelektálták. Az ipari hibridek megjelenése előtt a dorking és az indiai viador keresztezésével készültek az első piacokra termelt húscsirkék. Háztájiban még helyenként a mai napig alkalmazzák ezt a keresztezést vágóállatok előállítására.
Első, kezdetleges standardját Bonington Moubray állította össze 1815-ben. A világ első baromfikiállításán, amely a londoni állatkertben zajlott 1845-ben, nagy feltűnést keltettek. A színek szerinti tenyésztés a századforduló környékén vette kezdetét, bár az egyes színváltozatokat már előtte is nyilvántartották. Az első világháború után nagy népszerűségre tett szert mint kiállításokon szereplő fajtatiszta baromfi. A második világháború után más fajtákhoz hasonlóan fokozatosan visszaszorult az új fajták és hibridek térnyerésének következtében. 

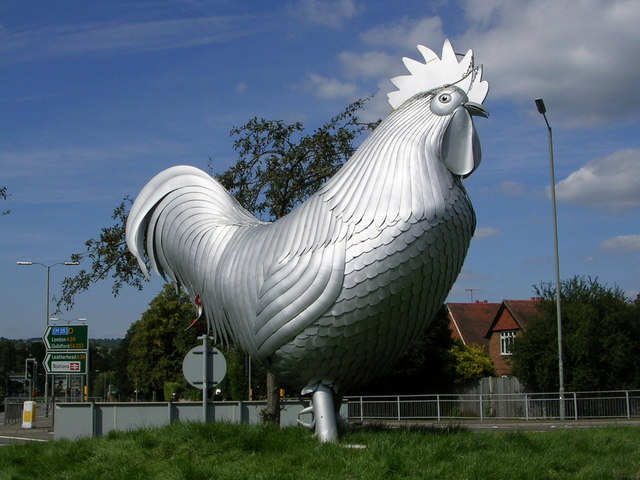
Dorking kakas a körforgalomban

1880-ban a Dorking futballklub hivatalos logóján is megjelent, és azóta is rajta van. Persze nem ez az egyetlen logó, amelyen a fajta megjelent. Azóta számos sportklub, szervezet, cég, rendezvény logóját és emblémáját díszíti. 2007-ben Dorking városának egyik körforgalmának parkosított szigetére emeltek egy három méter magas dorking kakas emlékművet, melyből előbb turista látványosság, majd internetes mém lett. A mémgyártók rátették többek közt a Beatles egyik leghíresebb képére, Az utolsó vacsorára, a holdra szállásra, a Jurassic Park képeire, Obama beiktatására is. 
1945-ben nyitotta meg kapuit a Dorking museum, mely helytörténeti jellegénél fogva elsősorban a térség humán kulturális örökségére fókuszál, melynek kihagyhatatlan része a dorking tyúkfajta. A múzeum logóját is dorking kakas díszíti. A Shakespeare Birthplace Trust egykor piros dorkingokat tartott a neves drámaíró emlékházánál, hogy a látogató ezzel is tökéletesebb képet kapjon a Tudor-korabeli Angliáról.

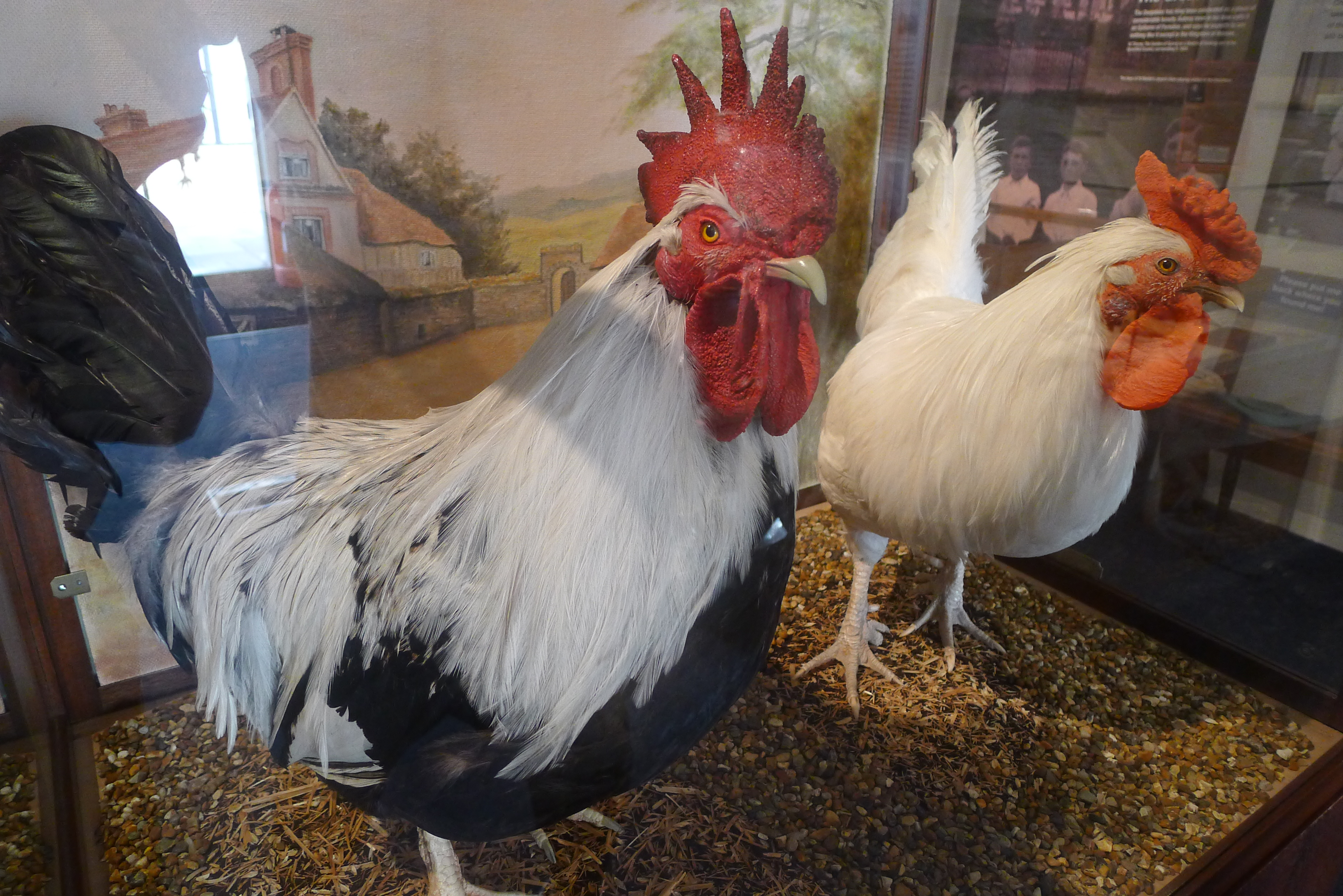
Kitömött kakasok a Dorking múzeumban

Számos festő és iparművész alkotásain is látható a dorking. Edgar Hunt, angol festő festményeiről több mint 50 alkalommal köszön vissza. De készültek dorkingokkal díszített poharak, vázák, porcelán szobrok és edények, goblen, póló, nyakkendő, tortadísz, emlékérme, táska, falióra, képeslap, bélyeg, gyufásdobozok, plüssök, párnák, egyéb dísztárgyak, még tetoválás is. Feltételezhetően a Vuk c. rajzfilmben látható Márton kakast és feleségeit is a dorking tyúkokról mintázhatták.

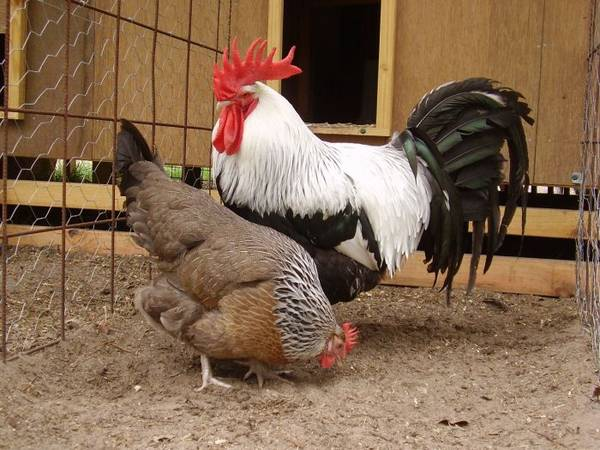
Ezüstfogoly dorking pár

Az amerikai kontinensre több sikertelen próbálkozás után egy Victoria nevű vitorláson jutott el egy kakas és öt tyúk 1847-ben, egy pap, Mr. Courtney segítségével, majd 1849-ben, az első amerikai baromfikiállításon már szerepelt, de csak 1874-ben kapott szövetségi elismerést. Az amerikai polgárháborút megelőző és azt követő években már az államok egyik legfontosabb baromfifajtája volt. Szerepe volt az Egyesült Államok tyúkfajtáinak mintegy felének a kitenyésztésében.

## Fajtabélyegek, színváltozatok
Kakas: Feje nagy, de nem goromba felépítésű. Arca piros, gyengén tollazott. Piros egyszerű taraja, vagy rózsataraja van. A toroklebenyek nagyok. A füllebenyek közepesen fejlettek, pirosak. Csőre erős, csontszínű. A szemek narancssárgák. Nyaka erős és rövid, hosszú, lógó tollazattal. Melle mély, telt és széles. A törzs hosszú, mély és szögletes, vízszintes állású. A hát hosszú, széles és közel vízszintes. Válla széles, lekerekített. A szárnyak nagyok, hosszúak, testhez simulóak. A nyereg telt, bőven tollazott. A farok nagy és telt, széles és hosszú tollakkal megrakott, viszonylag magasansan hordott. A has széles és telt, hátrafelé szélesedő. A combok teltek, húsosak, rövidek. A csüd rövid és erős. Az ujjak száma öt, a 4. és az 5. ujj hátrafelé néz és egymástól jól elkülönül. Az 5. ujj hosszabb, mint a 4. A tollazat telt, kissé lazán tartott. A tollazat színe másodrangú a jó fajtajellegek és a madarak formája mögött.    
Tyúk: Az ivari különbségeken kívül megegyezik a kakasnál leírtakkal, de még szögletesebbnek hat, mivel háta még vízszintesebb, hasi része kifejezetteb. Farkát zártan hordja. Taraja kissé oldalra lóghat.    
Nagy hibák: kis termet, gyenge és rövid törzs, rövid hát, keskeny mell, mókusfarok, rövid farok, magas testtartás, hosszú lábak, hiányzó 5. ujj, sok fehér szín a füllebenyen    
Európában elismert színváltozatok: sötétvörös fogoly, aranyfogoly, sötétezüst fogoly, ezüstfogoly, fehér, kendermagos 
További színváltozatok: fekete, splash, porcelán, lazac, karvaly, citromfogoly, kékfogoly, kék vörösnyerges, fehér vörösnyerges, dun-fawn, tawny
Kék tojás: Hazájukban létezik olyan vérvonaluk, melyet ezüstfogoly araukánákkal való keresztezéssel állítottak elő. Ezek a madarak a tojás színén kívül mindenben megegyeznek a standard változattal. Csak ezüstfogoly színben tenyésztik.

## Gazdasági tulajdonságok
A dorking legnagyobb értéke húsának magas minőségében rejlik, ezért a besorolásokban a húshasznú fajták közt szerepel, valójában azonban kettőshasznú fajta. Különböző gasztronómiai rendezvények csirkehúsokat elbíráló tesztjein első és második helyezéseket ér el. Húsa fehér, szaftos, zsiradékkal átszőtt, ízvilága és textúrája hozza a minőségileg legmagasabban elvárhatót. Tisztított karkasza gusztusos, a rövid kerek combok és kifejezett mellrész jellemzik. Növekedési erélyét tekintve elmondható, hogy intenzív viszonyok közt előnevelve a kakasok 9 hetes korukra érik el az 1,25 kg-os rántani való testtömeget. A grillezésre alkalmas 2 kg-os testsúlyt pedig 13 hetes koruk környékén érik el. A tyúkok mintegy 25%-kal könnyebbek. A fajta a bresse-i csirkéhez hasonló módon hizlalható tejben áztatott darált kukoricával, zabbal. A kukorica sárgítja a bőre színét, a zabtól a fajtára jellemzően fehér marad. Tapasztalatok szerint még az egy éves kor körüli madarak is alkalmasak grillezésre. Gazdag történelmi múltja, kulturális hagyományai és a genetikai tulajdonságaiból fakadó minőséges húsa miatt alkalmas lenne működő példák alapján, prémium kategóriájú baromfihús előállítására.
Tojása kifejezetten ízletes, tojástermelése közepesnek mondható. Nem sorolható a jól tojó kettőshasznú fajták közé, de téli tojástermelése kielégítő, sőt kiváló. Az éves tojáshozam a tyúkok genetikai készletének, kondíciójának és a tartási körülmények függvénye. Egyhangú takarmányozás mellett, kis helyen tartva hozzávetőleg 110 db. Zöld növényzettel rendelkező tágas kifutókon tartva, minőségi takarmányokat etetve, az időjárásnak ellenálló épületekben tartva, kigurulós fészekrendszer használata mellett, valamint kotlásleszoktató ketreceket alkalmazó gazdaságokban elérheti a 180 db-ot. A feljegyzett legmagasabb tojásszám 240, illetve 249 db volt. A standard átlag 140 db körülire tehető. A tojások nagysága követi a madarak méretét. A termetesebb vérvonalak tyúkjai 70-75 g-os tojásokat is tojhatnak. A legnagyobb egyszikű tojásuk 90 g volt. Keltetésre a második szezonjukat tojó tyúkok tojásai alkalmasak, valamint a még idősebbeké. A fiatal tyúkok tojásaiból kelő csirkék mérete, vitalitása, növekedési erélye elmarad az idősebbekétől, így szaporítva az állományok kisebb termetű madarakat eredményeznek. Bár a keltetőtojás minimális mérete a standardban 55 g, a jobb eredmények érdekében célszerűbb a 60 g, még inkább a 65 g feletti tojások keltetése.
A dorking közvetlenül és közvetve is részt vett egyéb fajták kialakításában. Ezek száma mintegy 80-ra tehető. Legközelebbi rokon fajták, a faverolles, a houdan, a lincolnshire sárga, az orpington. A sussex tyúkkal közös ősre vezethető vissza, illetve évszázadokig párhuzamosan egymás mellett voltak tenyésztve, esetenként keresztezve is.
A jelenkori dorking sem méreteiben, sem gazdasági tekintetben (génáramlás alacsony szintje) nem ugyanaz a madár, amit ősei képviseltek még 60 évvel ezelőtt is, de főbb genetikai tulajdonságaiban őrzi a fajta meghatározó jegyeit. Az elkötelezett tenyésztőkön múlik a fajta egykori értékeinek visszaállítása.

## Egyéb tulajdonságok
Nyugodt, de temperamentumos fajta. Kifejletten rosszul viseli a zárt tartást és a zsúfoltságot. Megjelenésében klasszikus, nagy taréj, nagy farok, nagy szárnyak jellemzik. A kakasok nagy taraja könnyű szerkezetű építményekben való elhelyezéskor télen elfagyhat. Viselkedése kimért, meglátszik rajta a régies jelleg, igazi arisztokrata a tyúkok között. Ennek ellenére tanyasi fajta, takarmánykereső képessége megfelelő. Más fajtáktól eltérően keveset kotkodácsol, nem zajos és feltételezhetően az ötödik lábujj miatt kevesebbet kapirgál. A kakasoknak viszont klasszikusan hangos kukorékolásuk van. A csibék gyorsan és bőségesen tollasodnak, akár az extenzív fajták. Kezdetben a felvett takarmány jelentős hányada a tollasodásra használódik fel. A fiatal madarak nagy szárnyaik révén még jól röpülnek, később a súlyuk függvényében ez a tulajdonságuk mérséklődik. Testük elnyújtott henger, egyesek bárkához hasonlítják, mely rövid, ötujjú lábakon halad. Érdekes hogy rövid lábaik ellenére gyorsabban futnak, mint más fajták.
Kotlási hajlama igen erős. A legjobb kotlók és nagyon gondos anyák. Amennyiben a fészkek kialakítása hagyományos, és a tojás gyűjtése sem valósul meg naponta többször, szinte minden évszakban számítani kell megkotló tyúkokra. A jércék már 35-50 tojás lerakása után hajlamosak az első elkotlásra. Mivel rendíthetetlenül képesek ülni, kiköltik a hosszabb kelési idejű szárnyasok tojásait is. Saját tojásaikból 17-19 db -ot tudnak egyszerre melengetni. Azon néhány fajta közé tartozik, amelyek a piros füllebenyük ellenére fehér tojást tojnak. Más szélesmellű baromfifajtákhoz hasonlóan kelésük kissé tovább tart, a legtöbb csibe a 22. napon kel ki. Egyes színváltozatok ivar szerint napos korban felismerhetők, tehát autoszexek. Felnevelésükhöz más testes fajtákhoz hasonlóan több fehérjebevitelt igényelnek. Tartás és tenyésztés szempontjából az igényes, de nem a nagyon igényes fajták közé sorolható. Törpe változata is létezik, de még ritkább, mint az eredeti változat, és jóval kevesebb színváltozata ismert.
Az eredeti angol standard néhány pontban eltér az európai standardtól, mely utóbbi főleg a német standardon alapszik. A színváltozatok közt az angol standardban az aranyfogoly nem szerepel. A fehér és a kendermagos változatot csak rózsatarajjal, a másik három színváltozatot csak egyszerű tarajjal ismeri el. Az európai standard minden színváltozatnál elismeri mindkét tarajformát. Az angol standard az egy évesnél fiatalabb kakas súlyát 3,6-5 kg-ban, az idősebb kakasokét 4,55-6,35 kg-ban adja meg. Az idősebb tyúkokét 3,6-4,55 kg-ban határozza meg. Köszönhetően haszonbaromfi mivoltának visszaszorulásával, díszbaromfi jellegének felerősödésével, valamint ritkasága okán az alacsony genetikai variancia miatt, ekkora madarak a hazájukban is ritkaságszámba mennek, az angol tenyésztőknek gondot okoz a standardizált súlyhatárok elérése. A tojás fehér színe mellett megengedett az enyhe színezettség is.
| Általános tulajdonságok:      | Általános tulajdonságok:          |
| ----------------------------- | --------------------------------- |
| Súlya                         | kakas 3,5-4,5 kg, tojó 2,5-3,5 kg |
| Gyűrűmérete                   | kakas 22, tojó 20                 |
| Tenyésztojás minimális tömege | 55 g                              |
| Tojáshéj színe                | fehér                             |
| Éves tojáshozama              | 140 db                            |

## Irodalom

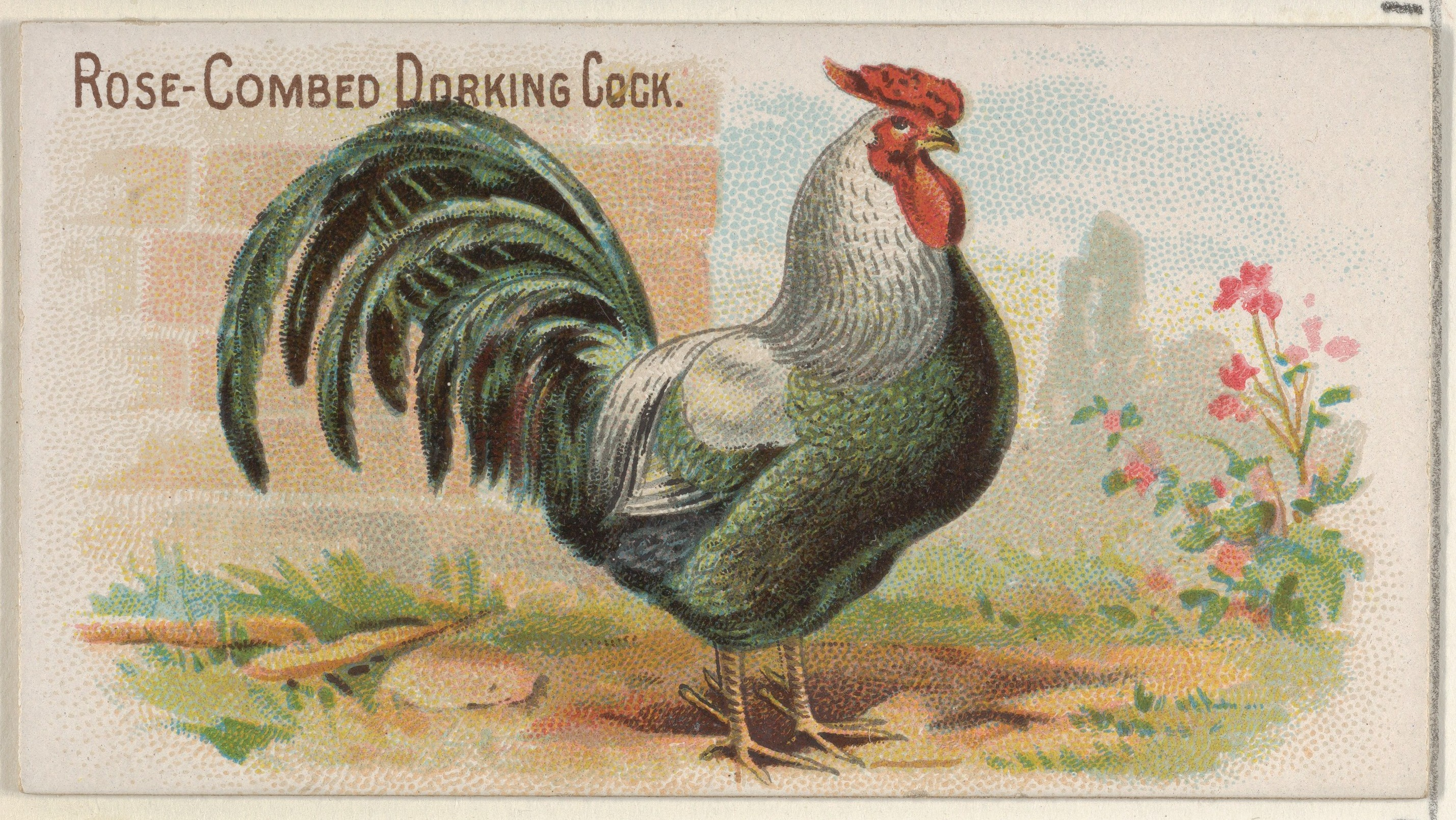
Rózsatarajú sötézezüst dorking kakas (Allen & Ginter cigarettakártya az 1880 -as évekből)
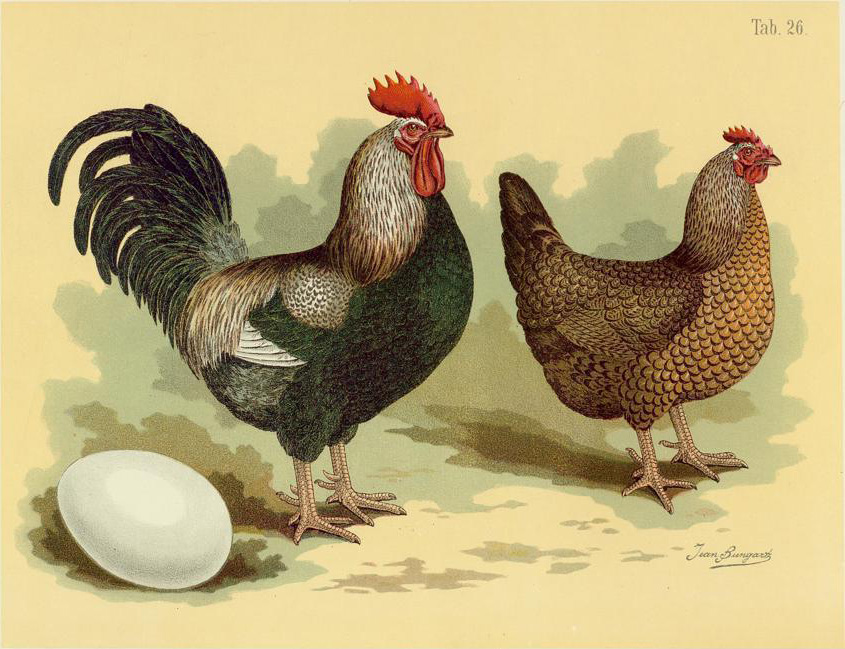
Sötétezüst fogoly (Jean Bungartz, 1885)
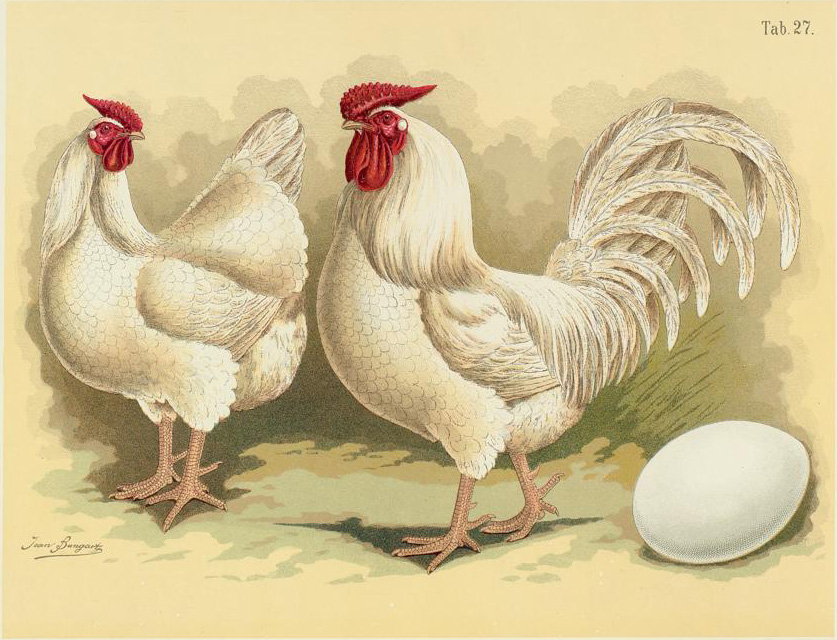
Fehér dorking (Jean Bungartz, 1885)
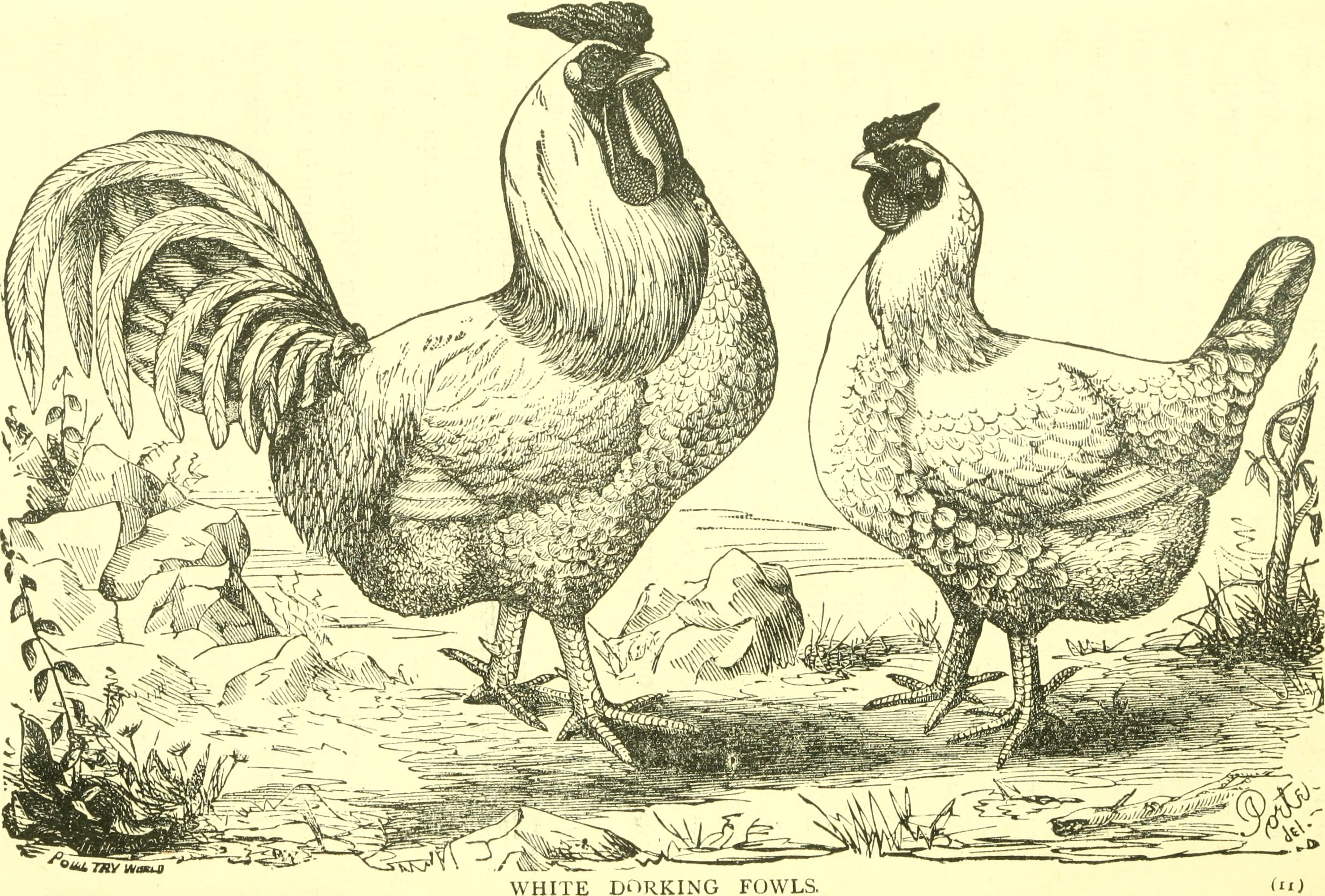
Fehér dorking (1886)
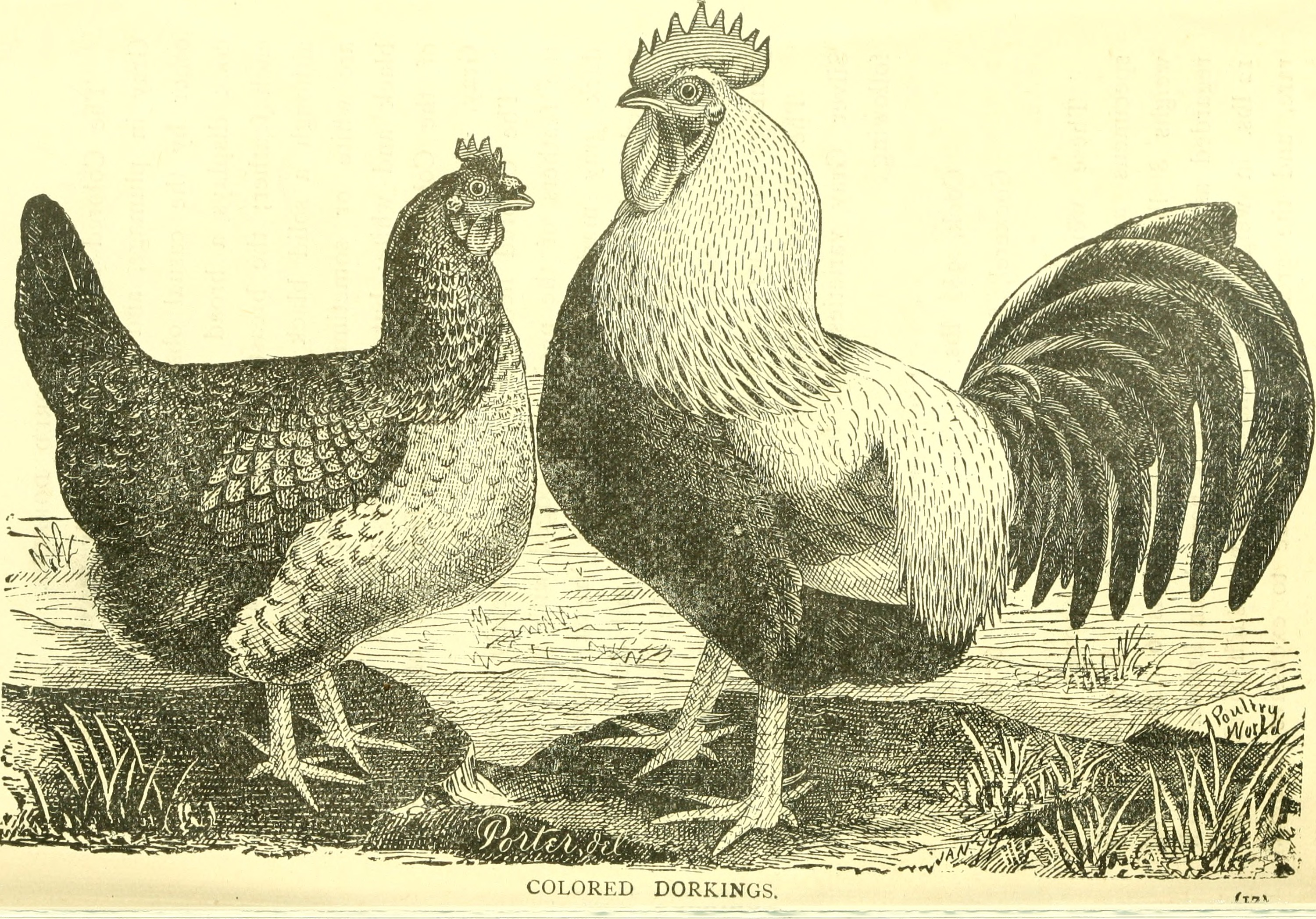
Citromfogoly pár (1886)
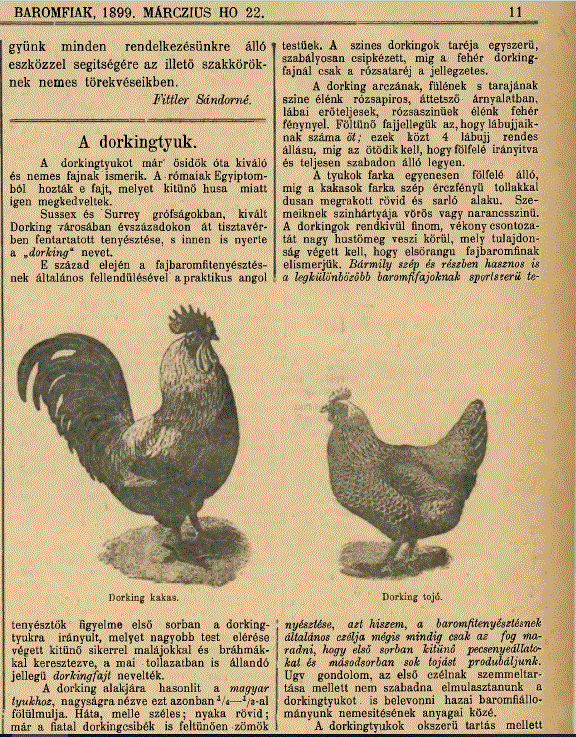
Baromfiak, Budapest 1899
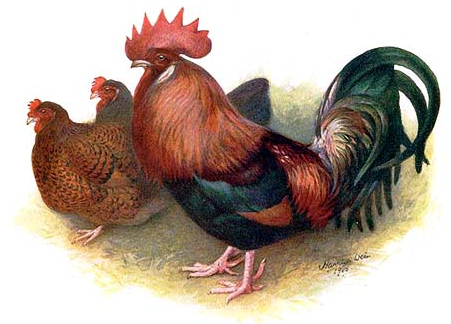
Sötétvörös fogoly (Harrison Weir, 1902)
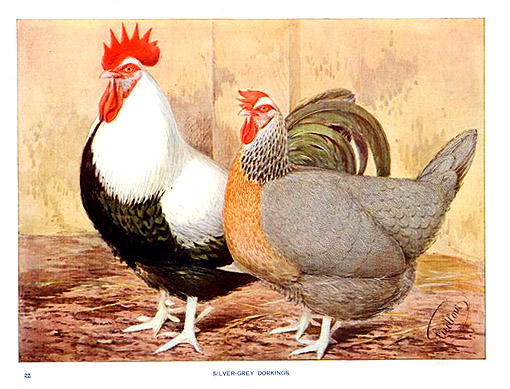
Ezüstfogoly dorking (J.W.Ludlow, 1902)